# Lista de municípios da África do Sul
Esta é uma lista de Municípios da África do Sul. Consulte a página principal para uma explicação de como estes são classificados, e suas inter-relações.

## Municípios Metropolitanos
- Município metropolitano da Cidade do Cabo (Cidade do Cabo) (CPT)
- Município metropolitano de Ekurhuleni (East Rand) (EKU)
- Município metropolitano de eThekwini (Durban) (ETH)
- Município metropolitano da Cidade de Johannesburg (Joanesburgo) (JHB)
- Município metropolitano de Nelson Mandela Bay (Port Elizabeth) (NMA)
- Município metropolitano da Cidade de Tshwane (Pretória) (TSH)

## Cabo Oriental
O Cabo Oriental é constituído de 6 de distritos, e 1 Município Metropolitano